# Ephedrus brevis
Ephedrus brevis är en stekelart som beskrevs av Stelfox 1941. Ephedrus brevis ingår i släktet Ephedrus och familjen bracksteklar. Arten är reproducerande i Sverige. Inga underarter finns listade i Catalogue of Life.